# سری بالمر

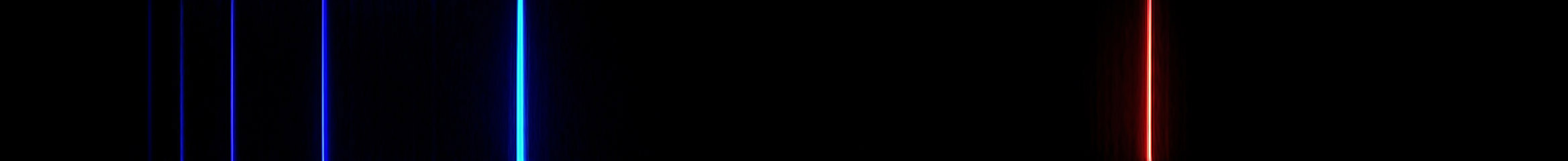
خطوط مرئی طیف هیدروژن که در سری بالمر قرار دارند. چهار خط از خطوط بالمر در محدوده فرابنفش قرار می‌گیرند و قابل دیدن نیستند.

سری بالمر(به انگلیسی: Balmer series) یا خطوط بالمر(به انگلیسی: Balmer lines) در فیزیک اتمی نامگذاری است به یکی از شش دسته خطوط طیفی.
طول موج‌های سری بالمر ابتدا توسط یوهان بالمر و در سال ۱۸۸۵ و کاملاً نظری محاسبه شد.
خطوط این سری در مورد هیدروژن در طیف مرئی و فرابنفش قرار می‌گیرد و تابش آنها شامل تابشی است که الکترونی با عدد کوانتمی اصلی(n) ۳ یا بیشتر از آن به n=۲ بیاید و این اختلاف انرژی به صورت نور آزاد می‌شود.
معادله بالمر به صورت روبه رو است        wavelength =  364.56*10^(-9)(meter)*n^(2)/n^(2)-2^(2)       
| تغییر {\displaystyle n} | ۲→۳   | ۲→۴      | ۲→۵   | ۲→۶   | ۲→۷       | ۲→۸       | ۲→۹       | ۲→{\displaystyle \infty } |
| نام                     | H-α   | H-β      | H-γ   | H-δ   | H-ε       | H-ζ       | H-η       |                           |
| طول موج(nm)             | ۶۵۶٫۳ | ۴۸۶٫۱    | ۴۳۴٫۱ | ۴۱۰٫۲ | ۳۹۷٫۰     | ۳۸۸٫۹     | ۳۸۳٫۵     | ۳۶۴٫۶                     |
| رنگ                     | قرمز  | فیروزه‌ای | آبی   | بنفش  | (فرابنفش) | (فرابنفش) | (فرابنفش) | (فرابنفش)                 |